# 永远的朋友
《永远的朋友》（英語：Forever Friends）是一首发行于2008年，并以北京奥运会为主题的奥运歌曲作品，也是在当时被北京奥组委所征集和推荐的众多奥运歌曲之一。该作品由意大利作曲家乔治·莫罗德尔（Giorgio Moroder）与中国钢琴家孔祥东共同谱曲，中国词作人黄小茂和德国词作家迈克尔·昆泽合力完成。

## 创作构思
整首歌曲的构思和创作始于2006年，并在经历两年的酝酿之后，该作品才正式推出。这首歌不仅采用了具有中国民族元素的民歌旋律，还加入了北京奥运会口号（“同一个世界，同一个梦想”），以及童声合唱部分。
本曲首节旋律的灵感，源于湖南民歌《浏阳河》。乔治·莫罗德尔说：“中国的民乐始终被贯穿其中，《浏阳河》是一首旋律非常优美的曲子，丝毫都不亚于在国际上已广为流传的《茉莉花》，我就想通过这首歌告诉世界，中国不仅仅有朵‘茉莉花’，还有一条‘浏阳河’”。

## 歌曲版本及MV
《永远的朋友》这首歌曲一共分为四个版本，其中分为一个中文版本和三个英文版本，前三个版本配有MV，最后一个版本只有音频，没有MV。

### 中文版
本歌曲的中文版《永远的朋友》由黄小茂作词， 孙楠、张惠妹演唱，收录于《2008年北京奥运会歌曲专辑》（《Forever Friends》）中。
该MV在北京完成录制。在该视频中，演唱者张惠妹位于故宫博物院内，孙楠则位于朝阳区中央商务区（CBD）一栋大楼的顶端（毗邻央视新址）。MV由中国自然风光（如黄河）、北京城市风光和往届奥运会比赛画面交错而成，包括了四合院、鸟巢、水立方、故宫、首都国际机场，以及当时正在建设的央视新址大楼（2008年央视新址尚未完工，直到四年后的2012年8月才正式投入使用）等北京城市地标建筑。
该版本的MV曾经于奥运会期间在中国中央电视台奥运频道，以及中国中央电视台的其它频道播出。

### 英文版
本歌曲的英文版《Forever Friends》一共分为三个版本，这三个版本的作词均为迈克尔·昆泽，作曲均为孔祥东（中国）、乔治·莫罗德尔（意大利），但演唱者不同。其中前两个版本有MV，最后一个版本没有MV。
第一个英文版本同样由孙楠、张惠妹演唱，并收录于《2008年北京奥运会歌曲专辑》（《Forever Friends》）中，是前述中文版本所对应的英文版本，MV主要内容与上述中文版本几乎完全相同。和前述中文版本类似，该版本的MV也曾经于奥运会期间在中国中央电视台奥运频道播出。
第二个英文版本由孙楠、李玟演唱，并同样收录于《2008年北京奥运会歌曲专辑》（《Forever Friends》）中，但歌曲MV并未在电视上播出。
第三个英文版本由汪峰、陈奕迅、容祖儿、孙悦后续翻唱，其中文名称为“永远是朋友”，只有音频，没有发行MV。

### MV制作团队
（仅限孙楠、张惠妹演唱的中英文版MV，并不包括其它版本）
- 出品人：李圣泼、孔祥东、冯军
- 总监制：赵东鸣、丁百之
- 总策划：王平久、任小珑
- 导演：张一白、谢东
- 摄影：赵小丁
- 特别鸣谢：何建民（Thomas Ho，美国，已故华侨企业家。
- 策划：张杨、徐磊
- 监制：袁少杰、黄琪
- 制片主任：小健
- 制片：王惠萍
- 统筹：张辉、马雅

## 荣誉
第四届北京2008奥运歌曲评选活动“优秀歌曲”奖。

## 同名歌曲
- 《永遠的朋友》，發行於1989年的一首國語專輯主打歌曲，由臺灣寶麗金唱片公司群星合唱。
- 《Amigos Para Siempre》，1992年巴塞罗那奥运会主题曲，由西班牙男高音歌唱家何塞·卡雷拉斯与英国女高音歌手莎拉·布莱曼合唱。
- ，發行於2002年的一首粵語歌曲，由香港歌唱組合主唱。
- ，發行於2006年的一首英文歌曲，由香港女歌手馮曦妤演唱。